# Радиотерапия
Радиационната терапия, наричана също радиотерапия или лъчетерапия, е вид терапия, използваща йонизираща радиация, обикновено като част от лечение на рак за контролиране или убиване на злокачествени клетки и доставяна чрез линеен ускорител. Радиотерапията може да бъде лечебна при много видове рак, ако той е локализиран само в една част на тялото. Може да се прилага и като помощна терапия за предотвратяване на повторното появяване на тумор след операция за премахването му. Радиотерапията има синергичен ефект с химиотерапията и се използва преди, по време на и след химиотерапия при податлив рак. Специалността на онкологията, която се занимава с радиотерапия се нарича радиоонкология.
Радиотерапията се използва широко срещу злокачествени тумори, поради способността ѝ да контролира растежа на клетките. Йонизираща радиация работи чрез увреждане на ДНК на раковата тъкан, което води до клетъчна смърт. За да се пощади нормалната тъкан (например кожа или органи, през които радиацията трябва да премине по пътя си към тумора), оформени радиационни лъчи се прицелват от няколко ъгъла на излъчване и се пресичат при тумора, като така се предоставя много по-голяма абсорбирана доза там, отколкото в околната здрава тъкан. Освен самия тумор, радиационните полета могат да включват източването на лимфните възли, ако са клинично или радиологично свързани с тумора или ако има риск от злокачествено разпространение. Нужно е да се включи граница от нормална тъкан около тумора, за да се вземат предвид колебанията в ежедневната настройка и вътрешното движение на тумора.
Радиационното облъчване може да бъде предписано от радиоонколог както с цел лечение и превенция, така и като палиативна грижа, където лечението не е възможно. Повечето видове рак се влияят от радиотерапия по някакъв начин. Тя често се комбинира с операции, химиотерапия, хормонална терапия или имунитерапия.
Точната цел за лечението зависи от вида тумор, местоположението му, стадия на развитието му, както и от общото здраве на пациента. Облъчване на цялото тяло се използва за подготвяне на тялото при трансплантация на костен мозък. Брахитерапията, включваща поставянето на радиоактивен източник в или близо до областта, нуждаеща се от лечение, е друг вид радиотерапия, която намалява излагането на здрави тъкани по време на процедурата за лечение на рак на гърдата, простатата и други органи. Радиационната терапия има няколко приложения при доброкачествени условия, например лечение на невралгия на троичния нерв или предотвратяване на растежа на келоид. Все пак, радиотерапията при доброкачествени случаи се ограничава, частично поради притеснения за риск от рак, причинен от облъчването.

## Медицинска употреба
Различните видове рак отговарят на радиотерапия по различни начини. Отговорът на рака се определя от неговата радиочувствителност. Високочувствителните ракови клетки умират бързо и от малки дози радиация. Такива са тези на левкемията и повечето лимфоми. Повечето от епителните ракове са само умерено радиочувствителни и се нуждаят от значително по-голяма доза облъчване (60 – 70 Gy), за да се постигне изчерпателно лечение. Някои видове рак са особено радиоустойчиви, тоест при е нужна много по-висока доза радиация за лечение, отколкото се счита за безопасно в клиничната практика. Ракът на бъбрека и меланомите като цяло се считат за радиоустойчиви, но радиотерапията все още е палиативна мярка за много пациенти с метастазни меланоми. Комбинирането на радиотерапия с имунотерапия е активна област на изследвания и към момента показва обещаващи резултати за лечението на меланоми и други видове рак.
Важно е да се разграничи радиочувствителността на определен тумор, което в известна степен е лабораторна преценка, от радиационната излечимост на рака в клиничната практика. Например, левкемията обикновено не се лекува с радиотерапия, тъй като е разпръсната из тялото. Лимфомата може да е лечима, ако се локализира на едно място на тялото. По подобен начин, много от умерено радиочувствителните тумори рутинно се третират с лечебни дози радиация, ако са в ранен стадий. Например: рак на кожата, рак на гърдата, недребноклетъчен рак на белия дроб, рак на маточната шийка, рак на простатата и други. Метастазните ракове обикновено не са лечими с радиация, тъй като не е възможно да се обработва цялото тяло на пациента.
Преди лечение често се прави томогорафия, за да се идентифицира тумора и съседните му нормални структури. Върху кожата на пациента се отбелязват местата, където да се постави лечебното поле. Позиционирането на пациента е много важно на този етап, тъй като той ще трябва да бъде поставен в идентична позиция по време на лечение. За целта са разработени много позициониращи устройства, включително маски и възглавници, които могат да се напасват според пациента.
Влиянието на радиотерапията срещу тумора зависи и от размера му. Поради сложната радиобиология, много големите тумори не отговарят толкова добре на радиация, колкото по-малките. Използват се различни стратегии, за да се преодолее този ефект. Най-често използваната техника е хирургическото изрязване на част от органа (ресекция), преди лъчетерапията. Това най-често се наблюдава у случаи на рак на гърдата с широк обхват или мастектомия. Друг метод включва намаляването на тумора чрез помощна химиотерапия преди преминаването към лъчетерапия. Трета техника включва увеличаването на радиочувствителността на рака, като се дават определени лекарства (цисплатин, цетуксимаб) по време на радиотерапията. Ефектът на радиотерапията върху контролирането на рака е ограничен до първите пет години след операция, особено при рак на гърдата, и разлики се забелязват главно през първите 2 – 3 години. След това няма разлика между пациентите, преминали радиотерапия, и тези, които са я пропуснали.

## Странични ефекти
Самата лъчева терапия е безболезнена. Много от палиативните лечения с ниски дози (например радиотерапия на костни метастази) предизвикват минимални или никакви странични ефекти, макар краткотрайна болка може да възникне малко след лечението, поради оток в третираната област. По-високите дози могат да причинят различни странични ефекти по време на лечението (остри странични ефекти), в месеците или годините след лечението (дълготрайни странични ефекти) или след повторно лечение (кумулативни странични ефекти). Природата, сериозността и продължителността на страничните ефекти зависят от органите, приемащи лъчението, самото лечение (вид на радиацията, доза, фракциониране, съпътстваща химиотерапия) и пациента.
Повечето странични ефекти са предвидими и очаквани. Страничните ефекти от облъчване обикновено са ограничени до мястото на тялото на пациента, което се лекува. Съвременната радиотерапия цели да намали до минимум страничните ефекти и да помага на пациента да разбира и да се справя със страничните ефекти, които са неизбежни.
Основните странични ефекти, които се докладват, са умора и раздразнение на кожата, като слабо до умерено слънчево изгаряне. Умората обикновено настъпва по средата на лечението и може да продължи със седмици след края му. Възпалената кожа се възстановява, но е възможно да не е толкова еластична като преди.

### Остри странични ефекти
Гадене и повръщане
Това не е общ страничен ефект на радиотерапията и е свързан само с лечението на стомаха или корема (които обикновено реагират до няколко часа след лечението) или с радиолъчение срещу определени структури в главата, предизвикващи гадене, като например вестибуларния апарат. Както при всяко тежко лечение, някои пациенти могат да започнат да повръщат веднага по време на радиотерапията или дори преди нея, но това се счита за психологически феномен.
Щети по епителната тъкан
Епителните тъкани могат да пострадат от лъчетерапията. В зависимост от третираната област, това може да включва кожа, лигавицата на устата, на фаринкса, на червата и на пикочопровода. Скоростта на проявяване на щетите и възстановяването им зависи от скоростта на подмяна на епителните клетки. Обикновено кожата започва да порозовява и да се възпалява няколко седмици след лечението. Реакцията може да е по-сериозна по време на лечението и около седмица след края му. Кожата може да почне да се отлющва. Макар това да е некомфортно, възстановяването обикновено е бързо. Кожната реакция е по-тежка в зони, където има естествени сгъвки на кожата, като например под женската гърда, зад ухото или при гениталиите.
Възпаление на устата, гърлото и стомаха
Ако се лекува областта на главата и врата, е възможно да възникне временно възпаление или афти в устата и гърлото. Ако са тежки, това може да засегне преглъщането и пациентът може да се нуждае от болкоуспокояващи и хранителни добавки. Хранопроводът също може да се възпали, ако се лекува пряко, или, както често се случва, да получи доза от странична радиация по време на лечението на рак на белия дроб. При лечение на рак на черния дроб и метастази е възможно страничната радиация да причини стомашни язви. Тази странична радиация често се причинява от ненасочено доставяне (рефлукс) на радиоактивни агенти. Налични са методи, техники и уреди за намаляването на риска от този вид страничен ефект.
Чревен дискомфорт
Долните черва могат да се третират директно с лъчение (лечение на ректален или анален рак) или да се изложат на радиотерапия, насочена към други тазови структури (простата, пикочен мехур, женски генитален тракт). Обичайните симптоми са възпаление, диария и гадене.
Оток
Като част от общото възпаление, което възниква, отокът на меките тъкани може да причини проблеми по време на радиотерапията. Това е важно по време на лечението на тумори в мозъка и мозъчни метастази, особено там, където вече има повишено вътречерепно налягане или където туморът е причинил почти пълно запушване на трахеята или главен бронх. Хирургическата намеса може да бъде взета предвид преди лъчетерапията. Ако операцията се сметне за ненужна или неподходяща, пациентът може да приеме стероиди по време на радиотерапията, за да се намали отока.
Безплодие
Яйчниците и тестисите са много чувствителни към радиация. Те могат да се окажат неспособни да произведат гамети след пряко излагане на нормални дози радиация. Планирането на лечението за всички части на тялото протича така, че да се намали или напълно изключи дозата радиация към репродуктивните органи, освен ако не са основната част за лекуване.

### Късни странични ефекти
Късните странични ефекти се появяват месеци или години след лечението и като цяло са ограничени до областта, която е била лекувана. Често се дължат на поражения по кръвоносните съдове и клетките на съединителната тъкан. Много от късните ефекти се намаляват от фракционираното лечение.
Фиброза
Облъчените тъкани стават по-малко еластични с времето, поради дифузен процес на образуване на белези.
Епилация
Епилация (загуба на косми) може да настъпи при всяка кожа с косми, когато се прилагат дози над 1 Gy. Възниква само в облъчената област. Загубата на косми може да е постоянна при дози над 10 Gy, но ако дозата е на части, загубата на косми може да не настъпи, докато дозата не надхвърли 45 Gy.
Сухота
Слюнкоотделящите и слъзните жлези имат толерантност към радиация от около 30 Gy на части от 2 Gy – доза, която се надвишава от повечето лечения на ракови образувания в главата или врата. Сухотата в устата и в очите може да стане дразнещ дълготраен проблем и сериозно намаляват качеството на живот на пациента. По подобен начин потните жлези в третираната кожа могат да спрат да работят и естествено влажната вагинална лигавица често изсъхва след облъчване на таза.
Лимфедем
Лимфедем, състояние на локализирано задържане на флуиди и оток на тъканите, може да бъде причинен от щети по лимфната система, понесени по време на радиотерапия. Това е най-често срещаното усложнение при радиотерапия на гърдата при пациенти, които получават помощна радиотерапия след операция за изчистване на вторичните лимфни възли.
Рак
Облъчването е потенциална причина за рак, но вторични злокачествени образувания се наблюдават у много малко от пациентите – обикновено по-малко от 1 на 1000. Това обикновено настъпва около 20 – 30 години след лечението, макар някои хематологични злокачествени образувания да могат да се образуват за 5 – 10 години. В повечето случаи този риск е многократно компенсиран от намаляването на риска, породено от лечението на първичния рак. Ракът се образува в лекуваната област на пациента.
Сърдечно-съдови заболявания
Радиацията може да повиши риска от сърдечно-съдови заболявания и смърт, вследствие на тях. Повишава се риска от инфаркт или инсулт с 1,5 – 4 пъти от нормалното. Това повишение зависи от дозата и областта на лечение. Повечето сърдечно-съдови заболявания, породени от облъчване, възникват 10 или повече години след края на лечението, което прави установяването на тяхната причина трудна задача.
Когнитивен упадък
В случаи на прилагане на радиация към главата, радиотерапията може да предизвика когнитивен упадък (деменция). Този упадък се наблюдава най-вече у малките деца на възраст между 5 и 11 години. Според изследвания, коефициентът на интелигентност на 5-годишните деца намалява с няколко точки всяка година след лъчетерапия.
Ентеропатия
Стомашно-чревният тракт може да бъде увреден след радиотерапия на стомаха или таза. Възможна е появата на малабсорбация, диария, стеаторея и стомашно-чревно кървене. Когато е засегнат пикочният мехур, е възможна появата на лъчев цистит.
Полиневропатия
Радиотерапията е жизненоважна, но може да увреди нервите около целевата област или на пътя на лъчението, тъй като нервната тъкан също е радиочувствителна. Уврежданията по нервите от йонизираща радиация възникват на фази. По-нататъшни щети могат да възникнат, поради съдово свиване и притискане на нерви, вследствие на неконтролиран растеж на фиброзна тъкан, предизвикан от радиацията. Лъчева полинервропатия може да се наблюдава у около 1 – 5% от пациентите, получили радиотерапия.
В зависимост от облъчваната област, по-късна невропатия може да възникне в централната нервна система или периферната нервна система. В първия случай увреждането на черепния нерв обикновено се проявява като загуба на зрителна острота около 1 – 14 години след лечението. Във втория случай увреждането на периферната нервна система се проявява като брахиална плексопатия или лумбосакрална плексопатия около 30 години след лечението.

### Кумулативни странични ефекти
Кумулативните странични ефекти от този процес не бива да се бъркат с дълготрайните странични ефекти – когато краткотрайните са изчезнали, а дълготрайните са субклинични, повторното облъчване все още може да е проблематично. Тези дози се изчисляват от радиоонколога и много фактори се взимат предвид, преди последващо облъчване.

### Въздействие върху репродуктивността
През първите две седмици след оплождане, радиотерапията е смъртоносна, но не тератогенна. Високите дози радиацията по време на бременност пораждат аномалии, интелектуална недостатъчност и нарушен растеж, а освен това повишават риска от детска левкемия и появата на други тумори в поколението.
У мъжете, претърпели радиотерапия, не се наблюдава повишение на генетичните дефекти или вродени дефекти при децата им. Обаче, употребата на помощни репродуктивни технологии и микроманипулационни техники може да повиши риска.

### Въздействие върху хипофизата
Доста често се развива хипопитуитаризъм след лъчетерапия на тумори в мозъка, главата и врата, както и цялостно облъчване на тялото за систематични злокачествени образувания. Хипопитуитаризмът, породен от лъчетерапия, главно засяга хормоните на растежа и половите хормони. Промените в секрецията на пролактин обикновено са леки.

## Употреба при неракови заболявания
Радиотерапия се използва за лечение на начални фази на контрактура на Дюпюитрен и плантарна фиброматоза. Когато контрактурата на Дюпюитрен е в стадии на подутини или пръстите са минимално деформирани, радиотерапията може да се използва за предотвратяване на по-нататъшно разпространение на болестта. Понякога лъчетерапия се използва и след операция за предотвратяване на разрастването на болестта.

## Техника

### Механизъм
Радиотерапията работи чрез увреждане на ДНК на раковите клетки. Тези щети по ДНК се причинява от един от двата вида енергия – фотон или заредена частица. Щетите могат да са преки, или косвени, като в първия случай се прилага йонизация на атомите, които съставят ДНК веригата, а във втория йонизацията настъпва като резултат от йонизацията на вода, образуваща свободни радикали (главно хидроксилни), които впоследствие реагират с ДНК.
При фотонната терапия по-голямата част от лъчевото въздействие е чрез свободни радикали. Клетките разполагат с механизми за поправяне на единични и двойни спирали ДНК. Уви, поправянето на щетите по двойни спирали ДНК е много по-трудно и може да доведе до драстични хромозомни аномалии и генетични изтривания. Прицелването в двойни спирали повишава риска клетките да претърпят апоптоза (клетъчна смърт). Раковите клетки обикновено са по-малко диференцирани и по-стволови. Те възпроизвеждат повечето от здравите диференцирани клетки и имат намалена способност да поправят почти смъртоносните щети. Уврежданията по единичните спирали ДНК след това се предават чрез клетъчно делене, а щетите по ДНК на раковите клетки са натрупват, карайки ги на умрат или да се възпроизвеждат по-бавно.
Едно от по-сериозните ограничения на фотонната радиотерапия е, че в клетките на твърдите тумори възниква дефицит на кислород. Твърдите тумори могат да нараснат дотолкова, че доставянето на кръв до тях може да причини хипоксия. Кислородът повишава чувствителността на туморите към лъчението и покачва ефективността на дозите радиация, образувайки свободни радикали, които увреждат ДНК. Туморните клетки в хипоксична среда могат да са до 2 – 3 пъти по-устойчиви на радиация, отколкото тези в нормални кислородни условия. Проведени са много изследвания за преодоляването на хипоксията, включително използването на бутилки с кислород под налягане, терапия с инсолация, заместители на кръвта, които пренасят кислород, лекарства, подпомагащи чувствителността към радиация, и цитотоксини.
Заредените частици като йони на водород, бор, въглерод и неон могат да причиняват преки щети по ДНК на раковите клетки чрез линеен енергиен трансфер и да имат антитуморно въздействие, независимо от достъпа на кислород до тумора, тъй като тези частици действат основно чрез пряк енергиен трансфер. Поради относително голямата им маса, протоните и другите заредени частици имат малко странично разсейване в тъканта – лъчът не се разширява, остава фокусиран върху туморното образувание и доставя малка доза странични ефекти по околните тъкани. Те по-прецизно се прицелват в тумора, използвайки ефекта на Браг.

### Доза
Количеството радиация, което се използва по време на фотонната радиотерапия, се измерва в грей (Gy) и варира според вида и стадия на рака, който се лекува. За лечебни случаи, обичайната доза за твърд епителен тумор е в граници от 60 до 80 Gy, докато лимфомите се третират с 20 – 40 Gy. Превантивните дози типично са около 45 – 60 Gy на части от 1.8 – 2 Gy (за рак на гърдата, главата и врата). Много други фактори се вземат предвид от радиоонколозите, когато се изчислява дозата, включително дали пациентът приема химиотерапия, дали има съпътстващи заболявания, дали радиотерапията се прилага преди или след операция, както и степента на успешност на самата операция.
Параметрите на доставяне на предписаната доза се определят по време на планирането на лечението. То обикновено протича на специални компютри, използващи специален софтуер за планиране. В зависимост от метода на доставя на лъчението, няколко ъгъла или източника могат да използват, за да се събере общата нужна доза. Планировчикът проектира план, който доставя еднородна изписана доза към тумора и намалява дозата към околните здрави тъкани.
Фракциониране
Общата доза се фракционира (разпределя във времето) поради няколко важни причини. Това дава време на нормалните клетки да се възстановят, докато туморните клетки обикновено не успяват да се възстановят между отделните фракции. Това, също така, позволява туморните клетки, които са били в относително радиоустойчива фаза на клетъчния цикъл по време на едното третиране, да преминат в радиочувствителна фаза на цикъла, преди да е доставена следващата фракция. По подобен начин туморните клетки, които са били хронично или остро хипоксични (и следователно по-радиоустройчиви) могат да наситят наново с кислород между фракциите, което улеснява убиването на туморните клетки.
Схемите на фракциониране са индивидуални, според различните центрове за радиотерапия и дори според различните лекари. В Европа, Северна Америка и Австралия обичайното разписание на фракционирането за възрастни е 1,8 – 2 Gy на ден, пет пъти в седмицата. При някои видове рак, удължаването на това разписание за прекалено дълго може да позволи на тумора да се възстанови и за тези видове так (включващи рак на главата, врата и маточната шийка) радиационното лечение е за предпочитане да приключи в определен срок от време. За деца, типичният размер на фракцията е 1,5 – 1.8 Gy на ден, тъй като по-малките фракции се свързват с понижено разпространение и сериозност на по-късните странични ефекти у нормалните тъкани.
В някои случаи се използват две фракции дневно към края на лечението. Това се прилага в случаи, при които туморите се регенерират по-бързо, когато са по-малки. Обикновено, това поведение се забелязва при тумори в главата и врата. За пациенти, получаващи палиативна радиотерапия за лечение на болезнени костни метастази, не се препоръчва повече от една фракция радиация.

## История
Медицината използва терапията с радиация като лечение на рак от над 100 години, като най-ранните корени на този вид лечение могат да се проследят до откриването на рентгеновите лъчи през 1895 г. от Вилхелм Рьонтген. Областта на радиотерапията започва да нараства в началото на 20 век, основно покрай труда на Мари Кюри, която открива радиоактивните елементи полоний и радий през 1898 г. С това започва нова ера в медицинското лечение. Към 1920-те години опасностите от излагането на радиация не са осъзнати и се използва минимална защита. По това време за радия се смята, че притежава широкообхватни лечебни сили и радиотерапията се е използвала за най-различни заболявания.
До Втората световна война единствените практични източници на радиация за радиотерапията са радия и рентгеновата тръба. В началото на века се използват рентгенови машини с относително ниско напрежение (<150 kV). Установява се, че докато повърхностните тумори могат да се лекуват с такива машини, по-проникващи и по-високоенергийни лъчи са нужни за да се достигнат тумори вътре в тялото. Впоследствие през 1920-те години започват да се използват рентгенови тръби с напрежение от 200 – 500 kV. За да се достигнат най-дълбоките тумори, без да се излагат непосредствените тъкани на опасни дози радиация, се оказва нужно достигането на лъчи с енергии при 1 MV или повече. Това изисква въвеждането на скъпи инсталации. В тях радият произвежда мегаволтови гама лъчи, но той е изключително рядък и скъп, поради ниското му съдържание в рудите. Към 1937 г. общият световен запас на радий за радиотерапия е 50 грама, оценени на 800 000 щатски долара, равностойни на 50 милиона долара към 2005 г.
Изобретяването на ядрения реактор през войната прави възможно производството на изкуствени радиоактивни изотопи за радиотерапията. Областта претърпява революция между 1950-те и 1980-те години с изобретяването на кобалтовата терапия, използваща кобалт-60 – радиоизотоп, който се получава след облъчване на обикновен кобалт в реактор. Кобалтовите машини са относително евтини, здрави и прости за употреба, въпреки че поради периода на полуразпад на кобалта, той трябва да се подменя на всеки пет години.
Медицинските линейни ускорители на частици, разработвани след 1940-те години, започват постепенно да изместват кобалтовите машини през 1980-те години. Първият медицински линеен ускорител се използва в болницата Хамърсмит в Лондон през 1953 г. Линейните ускорители са способни да произвеждат по-високи енергии, да имат повече насочени лъчи и не създават радиоактивни отпадъци.
След изобретяването на компютърната томография от Годфри Хаунсфийлд през 1971 г. става възможно триизмерното планиране, което е революция в радиотерапията. Технологичният напредък позволява на радиоонколозите да локализират по-лесно туморите и да се прицелват по-точно към тях, което води до по-добри резултати от лечението, по-голяма запазване на органите и по-малко странични ефекти.
Докато достъпът до радиотерапия се повишава на глобално ниво, над половината от пациентите в развиващите се страни все още нямат нужния им достъп до този вид терапия към 2017 г.